# Pedro Mariño

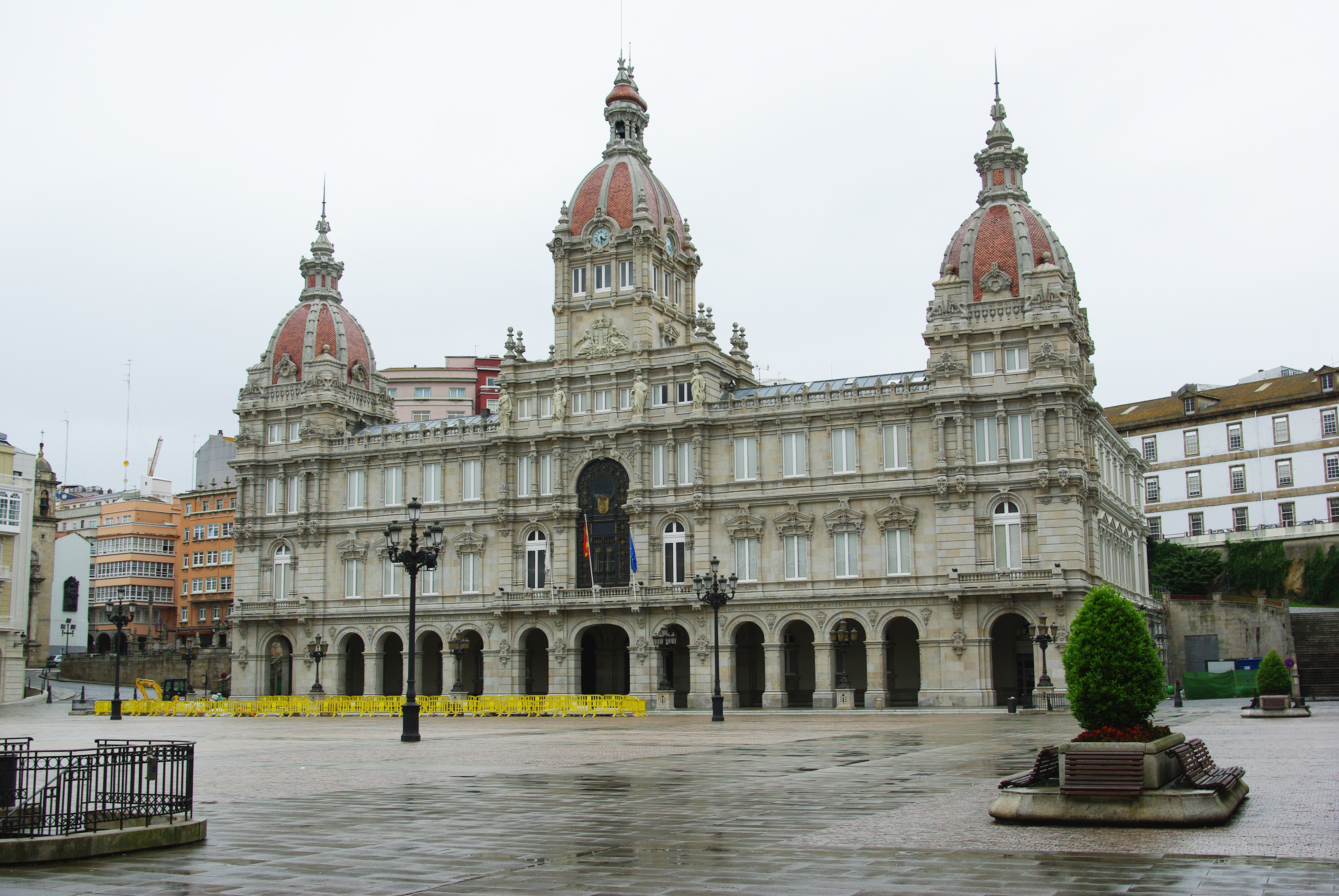
Palacio Municipal de la Coruña en la plaza de María Pita, de Pedro Mariño.

Pedro Mariño y Ortega (Benavente,1865-La Coruña, 1931), fue un arquitecto afincado en Galicia y encuadrado en el eclecticismo, autor del Palacio municipal de La Coruña.

## Trayectoria
Considerado cómo coruñés de adopción por trabajar en esa ciudad la mayor parte de su vida, donde se casaría con Isabel Caruncho.
Realizaría numerosas obras en la ciudad herculina desde finales del siglo XIX: la Casa del Sol (1903), antiguo centro médico y actual sede de la Comisión de Fiestas; ampliación del cementerio municipal de San Amaro (1904); antiguo mercado de la plaza de Lugo etc. Aunque por el carácter de la mayoría de sus edificaciones está adscrito al eclecticismo, en algunas construcciones proyectó con estilo modernista, así para las Escuelas Municipales "Curros Enríquez" y "Concepción Arenal", en la década de 1910, que no llegarían a edificarse.
Su obra más importante fue el proyecto —que sufriría diversos cambios desde lo inicial— del nuevo Palacio municipal de la Coruña (1901), que preside la plaza de María Pita, y construido entre 1904 y 1912. La planificación adoptada en principio se mantuvo en cuanto se conservaran las tres plantas coronadas por un ático central. Este conjunto con una torre, en la misma vertical del ático, relativamente elevada, y el estiramiento en altura, que imprimió a la cúpula en la solución final, sirvieron de eje focal donde converge la atención del espectador. La acumulación decorativa en esa misma zona contribuyó aún más a destacar el mismo efecto.
Cuando en 1910, el arquitecto Julio Galán Carvajal obtiene un puesto oficial en el municipio de Oviedo, abandonando La Coruña, Mariño se ve obligado a continuar la denominada "Casa Rey" obra que aquel había dejado inconclusa, respetando escrupulosamente los proyectos.
Entre 1913 y 1920, concluido el palacio municipal, Mariño apenas edificó, dedicándose a atender las crecientes obras de infraestructura de la ciudad y al mantenimiento de los predios de propiedad municipal.

## Obras destacadas

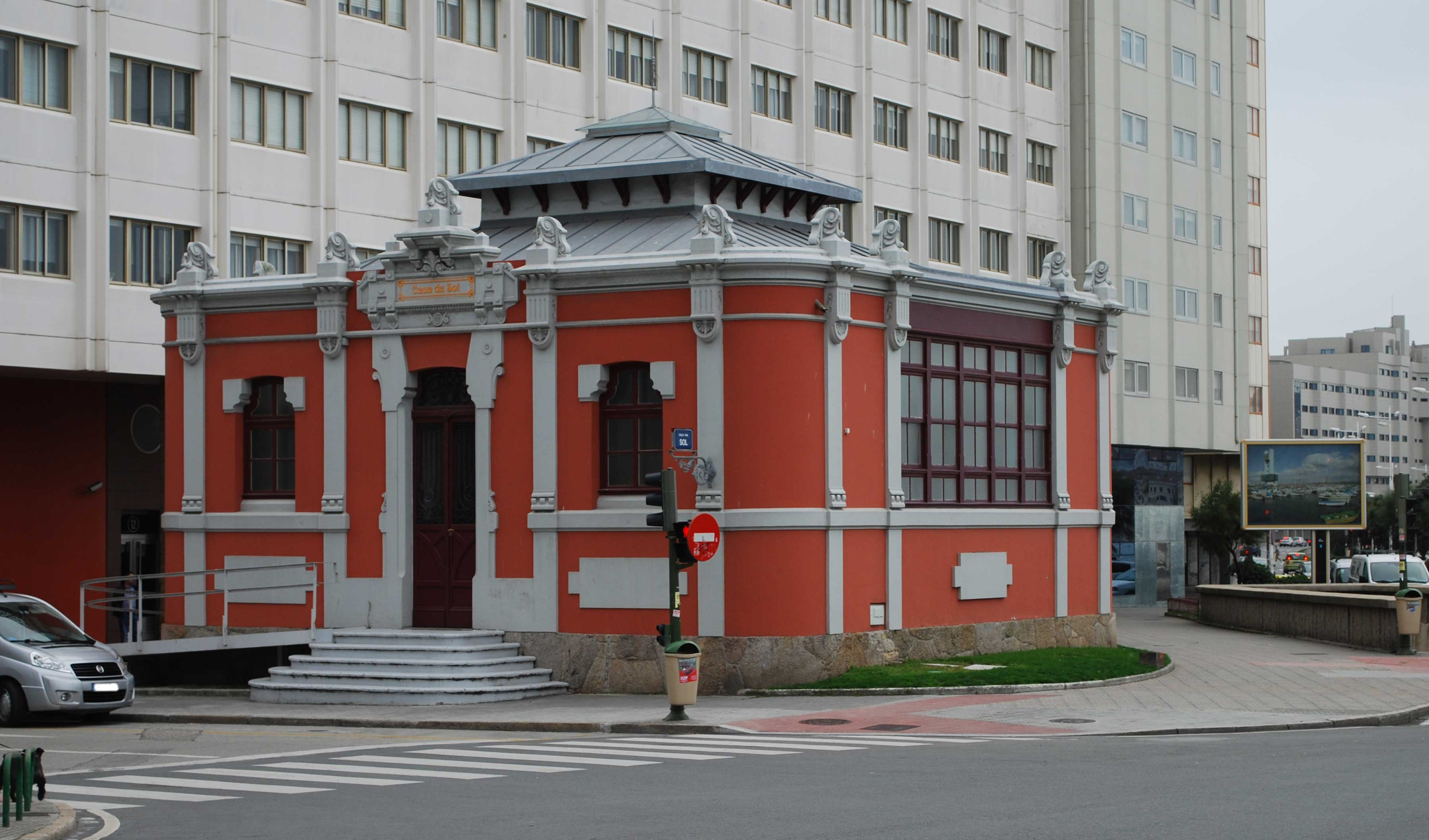
Casa del Sol, en la Coruña.

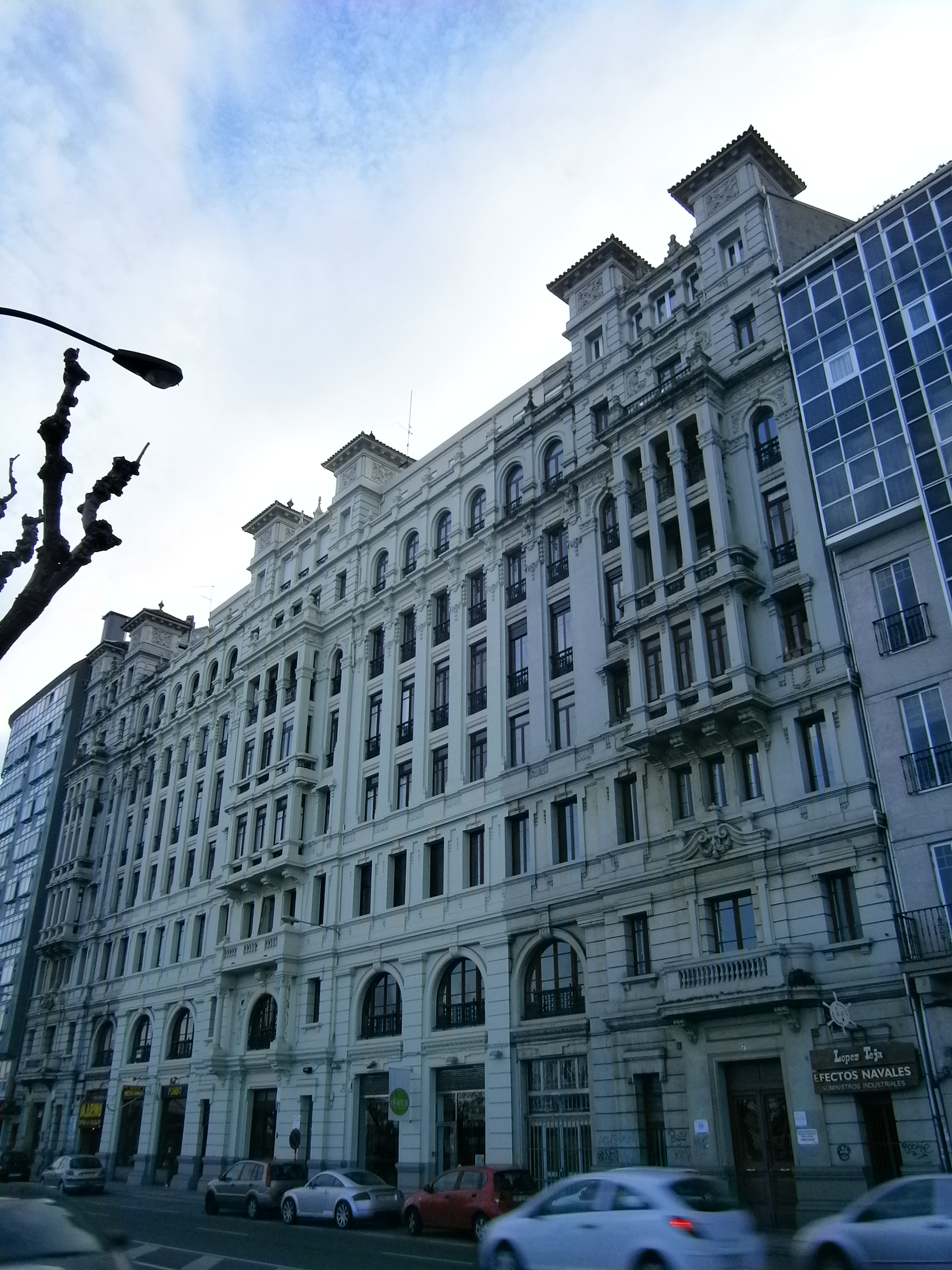
Casa Jesús Fernández, en la Coruña.

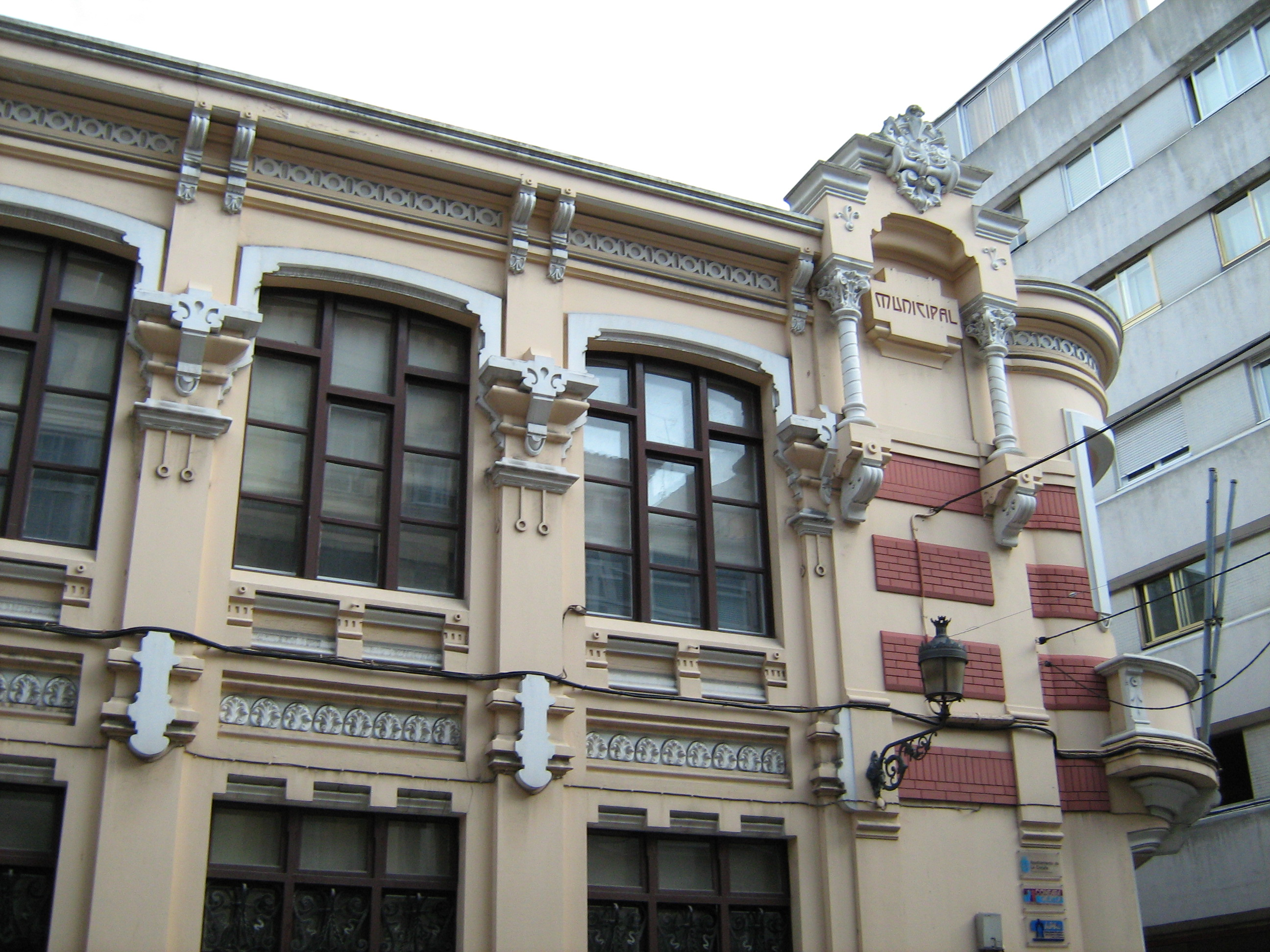
Antiguas escuelas municipales de la Coruña.

### Estilo ecléctico
- Casa del Sol (1903).
- Ampliación del Cementerio de San Amaro (1904).
- Palacio Municipal o de María Pita (1904-1912).
- Segundo Ensanche de La Coruña, en colaboración con Pan de Soraluce (1903-1910).
- Casa Iglesias, en la calle Linares Rivas 16-17 (1926).
- Casa Jesús Fernández (1927).

### Estilo modernista
- Escuelas municipales, calle del Orzán, n.º 21 (1906).

### Otras
- Remodelación de la plaza y jardines de Azcárraga (1896).